# Max Moisel

Max Moisel

Wilhelm Reinhold Max Moisel (* 26. April 1869 in Berlin; † 6. Juli 1920 ebenda) war ein deutscher Kartograf, der durch Landkarten der deutschen Kolonien bekannt wurde.

## Leben
Moisel trat zum 1. April 1888 in das kartografische Institut von Dietrich Reimer ein, das von Richard und Heinrich Kiepert geleitet wurde, und durchlief eine Ausbildung zum Kartografen. Ab etwa 1892 befasste er sich insbesondere mit Kolonialkartografie und war 1895 Mitherausgeber des Kleinen Deutschen Kolonialatlas. Im Jahr 1899 übernahm er zusammen mit seinem Kollegen Paul Sprigade den Aufbau und die anschließende Leitung des Kolonial-kartographischen Instituts. Ebenso wie das kartografische Institut (seit 1891) war auch diese Einrichtung bei der Firma von Ernst Vohsen angesiedelt. Der Unterhalt ging aber auf Kosten des Reichskolonialamts. Sie beschäftigte am Beginn des Ersten Weltkriegs circa 60 Kartografen und Zeichner. Moisel spezialisierte sich auf die Kartografierung der deutschen Kolonie Kamerun. In den Jahren 1907 und 1908 unternahm er eine sechsmonatige Studienreise von der Küste Kameruns bis in die Grashochländer Mittelkameruns und nach Foumban. 
Neben seiner Leitungstätigkeit im Kolonial-kartographischen Institut war Moisel Mitglied im Beirat der Gesellschaft für Erdkunde zu Berlin und im Vorstand der Abteilung Berlin der Deutschen Kolonialgesellschaft. Er bereitete Kolonialbeamte und Offiziere der Schutztruppe auf Expeditionen vor, indem er sie in die Technik der Routenaufnahme einwies. Ab 1909 erteilte er dazu nebenberuflich Unterricht am Berliner Seminar für Orientalische Sprachen. Nach der Auflösung des Kolonial-kartographischen Instituts am 1. April 1920, war Moisel als Hilfsarbeiter im Reichsministerium für Wiederaufbau beschäftigt, verstarb aber noch im selben Jahr.

## Ehrung
Für ihre Verdienste um die Kolonialkartografie wurden Moisel und Sprigade 1908 mit der Gustav-Nachtigal-Medaille in Silber ausgezeichnet.

## Veröffentlichungen (Auswahl)
- Karte von Kamerun, 1:300.000, 31 Blatt.
- Karte von Deutsch-Ostafrika, 1:300.000, 29 Blatt (zusammen mit Paul Sprigade).
- Großer Deutscher Kolonialatlas, 35 Blatt, Berlin 1901–1915 (zusammen mit Paul Sprigade).